# 膽囊炎
膽囊炎（英語：Cholecystitis）是指發生於膽囊的炎症，症狀包括右上腹部疼痛、噁心、嘔吐、偶有發燒。多半在急性膽囊炎之前會有膽絞痛的症狀。但膽囊炎造成的疼痛會比一般膽絞痛的時間要長，膽囊炎若沒有適當的治療，常會有反覆發作的情形。急性膽囊炎的併發症包括有胰腺炎、膽總管結石、或是上行性膽管炎。
急性膽囊炎有90%以上是起因於膽囊管被膽石阻塞，而造成膽石的風險因子包括口服避孕藥、懷孕、家族中有膽石病史、肥胖、糖尿病、肝臟疾病、快速體重下降有時則是因為血管炎、化學療法，或是正在重大創傷或燒傷的復原期間。膽囊炎是由症狀或檢驗發現，通常再經過腹部超音波確診。
治療通常是盡可能在24小時內，以腹腔鏡移除膽囊，建議在手術當中拍攝膽管 在手術中多半會使用抗生素，但這其實較具爭議性，在無法及時進行手術或個案較為複雜時才建議使用。膽總管結石可在術前透過內視鏡逆行性膽胰管攝影術移除，或是在手術當中移除。手術很少見併發症，若是無法進行手術者，可嘗試膽囊引流術。
已開發國家的成年人約有10%-15%有膽結石，較常見於女性，並較好發於40歲過後，也有某些族群的人口較容易罹患膽結石，例如美國原住民當中有48%為患者。在所有膽結石的患者當中，每年有1-4%發生膽絞痛，若未接受治療，則約有20%膽絞痛患者會罹患膽囊炎。在移除膽囊後的情形多半良好。若沒有治療，可能會有慢性膽囊炎。膽囊炎的英文Cholecystitis源自希臘文的cholecyst-（膽囊）及-itis（發炎）。